# Toni Elías
Antonio "Toni" Elías Justícia  (Manresa, 26 de março de 1983) é um motociclista espanhol. Toni é o terceiro membro de sua família a se tornar um motociclista.

## Carreira
Toni Elias veio de uma família de motociclistas. Estreou na MotoGP em 2005.